# Hippeastrum maracasum
Hippeastrum maracasum är en amaryllisväxtart som först beskrevs av Hamilton Paul Traub, och fick sitt nu gällande namn av Harold Emery Moore. Hippeastrum maracasum ingår i släktet amaryllisar, och familjen amaryllisväxter. Inga underarter finns listade i Catalogue of Life.